# Убийца Ити
«Koroshiya 1» (яп. 殺し屋1 коросия ити, оф. англ. «Ichi The Killer») — манга Хидэо Ямамото, выпускавшаяся с 1998 по 2001 год, которая получила адаптацию в виде нескольких игровых и анимационного фильмов.

## Сюжет
Действие «Koroshiya 1» происходит в квартале Кабуки-тё (район Синдзюку), где всё сводится к противостоянию двух сумасшедших — убийцы Ити и главы одной из крупных банд якудзы Какихары. Ити сам по себе трусливый парень, который увлекается карате и не может проявить себя в крупных драках, но когда на его глазах появляются слёзы, он может убить всех вокруг. Хорошие навыки боевых искусств Ити сочетает со своими лезвиями в ботинках, с помощью которых в порыве злости превращает жертву в фарш. Заклятым врагом Ити (не только Ити, а ещё банды, в которой состоит он сам) является Какихара. Какихара устал от всего, в том числе и от самого себя — он чувствует жизнь лишь тогда, когда вставляет пирсинг, совершает порезы или оставляет ожоги на своём или чужих телах, проще говоря, живёт ради садомазохизма. Какихара интересуется Ити и тем, где его можно найти и даже не подозревает, как близко к ним он находится.
У манги «Koroshiya 1» есть приквел, который рассказывает о жизни главного героя — Сироиси Хадзимэ, который не может показать свои прекрасные навыки каратиста из-за того, что он теряет все свои навыки и силу в тот момент, когда дело доходит до драки. Одноклассник Хадзимэ — заядлый наркоман и бездельник —  Акакума Дай связывается с ним, но Хадзимэ не захотел вступать в драку, из-за чего получил кулаком по лицу. В один момент Хадзимэ заплакал во время драки, в этот момент он почувствовал невыносимый приток злости, уверенности в себе и желания насилия, после чего он убивает всех обидчиков вокруг. Так «родился» убийца Ити.

## Персонажи
- Дзидзи (яп. じじい дзидзи-сан, «дедушка») — мужчина небольшого роста, который для своих 35 лет выглядит очень старым из-за употребления стероидов и использования услуг пластической хирургии. Лидер небольшой банды эмигрантов, которые стремятся уничтожить банду Андзё и заработать много денег. Для этого Дзидзи берёт в банду Ити, внушая ему ложные воспоминания. В какой-то степени превращение трусливого Хадзимэ в убийцу Ити — его заслуга. Дзидзи запросто может манипулировать Ити.
- Хадзимэ Сироиси (яп. 城石一 Сироиси Хадзимэ) или просто «Ити» (яп. イチ, «первый») — кажется обычным простодушным парнем, который работает в магазине, но вечером Хадзимэ становится убийцей Ити, который исполняет приказы своего главаря Дзидзи, главаря банды, в которой он состоит. Когда Ити подхватывает волна эмоций и у него льются слёзы, он превращается в жуткого убийцу, который способен разорвать в клочья человека. В сочетании со своими ботинками, в которых находятся острые лезвия, Ити хорошо применяет в бою навыки карате. Первое своё убийство Ити совершает лишь тогда, когда Дзидзи подталкивает его на это. До этого момента Ити лишь избивал своих врагов только до потери сознания. Спустя некоторое время Ити превращается в серийного убийцу, который никак не может остановиться. В школе Хадзимэ был робким парнем, который не желал просто так ввязываться в драки, хотя одноклассники знали, что он профессионально занимается карате. Хадзимэ регулярно избивали и издевались, а родители желали лишь чтобы он окончил хорошо школу и поступил в университет. Однажды на уроке биологии Хадзимэ пришлось резать лягушку, во время чего он испытал сексуальное возбуждение, после чего появилось желание убить всех животных, которые были в «живом уголке». С тех пор Ити испытывал самоудовлетворение лишь в убийстве.
- Сюдзи Канэко (яп. 金子修二 Канэко Сю:дзи) — киллер из банды Андзё, подручный Какихары.
- Масао Какихара (яп. 垣原雅雄 Какихара Масао) — главарь банды Андзё. Известен своими садомазохистскими наклонностями, любит пирсинг и шрамы на теле. В экранизации внешний вид сильно разнится по сравнению с мангой.